# Bandejat
Un bandejat a l'edat mitjana i fins al segle xviii, era un malfactor, efectiu o presumpte, que havia estat reclamat, per mitjà de ban o de crida, per a presentar-se davant la cort judicial o constituir-se presoner. En un sentit general és una persona que està fora de la llei i vaga per llocs despoblats per fer-se escàpol de l'acció de la justícia o per cometre més delictes.
Fetes les crides, si no es presentava, era publicat un nou ban en el qual hom feia públic que aquella persona tenia la consideració de bandejat, que podia ésser pres per qualsevol dels vassalls de la jurisdicció i dut a la cort i, a més, perseguit per via fora i sometent! (via fora!).